# Свети Йоан Предтеча (Витан)
„Свети Йоан Предтеча“ (на гръцки: Τιμίου Προδρόμου) е православна църква в костурското село Витан (Витани), Егейска Македония, Гърция.

## История
Църквата е гробищен храм, изграден на няколкостотин метра западно от селото. Построена е в XIX век и е типичната за епохата каменна базилика.